# 新潟高等学校 (旧制)
| 新潟高等学校 | 新潟高等学校 |
| ------------ | ------------ |
| 創立         | 1919年       |
| 所在地       | 新潟県新潟市 |
| 初代校長     | 八田三喜     |
| 廃止         | 1950年       |
| 後身校       | 新潟大学     |
| 同窓会       | 六花会       |

旧制新潟高等学校（きゅうせいにいがたこうとうがっこう）は、1919年（大正8年）4月に新潟県新潟市（現在の新潟市中央区）に設立された官立の旧制高等学校。

## 概要
- 1918年12月に公布された改正高等学校令に基づき、全国で9番目の官立旧制高等学校として、松本、松山、山口とともに設立された。いわゆるナンバースクール（一高-八高）に続く地名スクール（地名を冠した旧制高校）のなかでは最も設立が早いものである。この設立を巡って、新潟と松本の間で熾烈な誘致合戦が起こり中傷合戦に至る泥仕合化したが、最終的に「第九高等学校」と命名するのは避け、新潟及び松本と地名を付けることで決着した。
- 修業年限は3年で、文科および理科からなる高等科が設置された。
- 校訓は「自由、進取、信愛」。
- 第二次世界大戦後に設立された新制新潟大学に包括され、同大学の人文学部および理学部の前身となった。
- 卒業生により同窓会「六花会」（りっかかい）が結成されているが、その名は寄宿舎「六花寮」（六華寮 / りっかりょう）にちなむものである。

## 沿革
- 1919年（大正8年）4月15日：新潟高等学校設立。初代校長は八田三喜。
- 1920年（大正9年）8月23日：西大畑町字浜浦の新校舎に移転。
- 1930年（昭和5年）4月 - 12月：左翼学生処分に端を発するストライキ。
  - 学生27名検挙、24名が退学・除名。
- 1931年（昭和6年）6月：校長排斥の学生籠城スト。
  - 学生13名が除名・諭旨退学、翌年八田校長辞任。
- 1949年（昭和24年）5月：新制新潟大学発足にともない同大学に包括される。
- 1950年（昭和25年）3月：廃止。

## 歴代校長
- 八田三喜　大正8年～昭和7年在職
- 岡上梁　昭和7年～9年在職
- 松井正夫

## 校地の変遷と継承

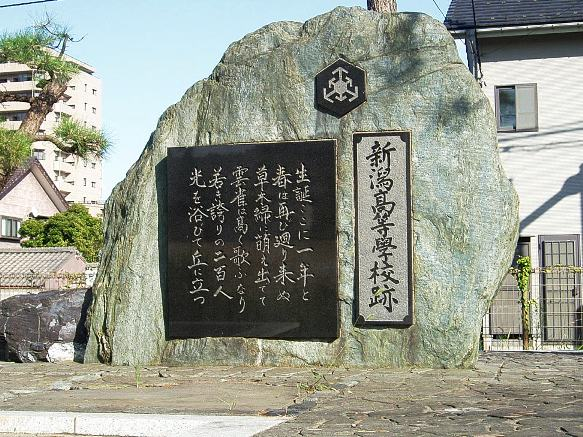
新潟高等学校跡の碑

1919年の開校時はまだ校舎は建設されておらず、新潟師範学校の一部を借りて授業を行っていたが、間もなく現在の新潟市中央区西大畑町に新校舎が建設され、1922年6月1日に落成式を行った。
新制移行後は新潟大学人文学部・理学部のキャンパスとして継承されたが、1968年 - 70年に市内五十嵐地区に統合移転したため、その後新潟大学教育学部附属新潟小学校・同附属新潟中学校が移転し現在に至っている。
旧校地内およびその周辺にはドッペリ坂（「ドッペリ」は留年の意）など旧制新潟高を記念するモニュメントが建立され、新潟大学あさひまち展示館（旭町学術展示資料館 / 旧・旧制新潟師範学校記念館）では旧制高校時代の実験器具が展示されている。また六花寮も新潟大の学生寮として継承され、1965年関屋地区に移転して現在に至っている（新潟大学#附属機関・施設の「寮」参照）。

## 著名な出身者
- 安中忠雄（宮崎県知事）
- 安芸皎一（河川工学者）
- 五十嵐清（法学者、北海道大学名誉教授）
- 池島信平（文藝春秋社社長）
- 稲葉修（法務大臣、文部大臣、中央大学教授／中退）
- 上田哲（衆議院議員(日本社会党)）
- 上山善紀（近畿日本鉄道会長）
- 大沢雄一（埼玉県知事）
- 小沢辰男（建設大臣、環境庁長官、厚生大臣）
- 小和田顯 - 漢文学者
- 河合雅雄（霊長類学者）
- 神田坤六（群馬県知事）
- 君健男（新潟県知事）
- 栗山廉平（総理府総務副長官）
- 木暮剛平（電通社長）
- 駒形十吉（大光相互銀行会長、新潟総合テレビ社長／中退）
- 斎藤英四郎（経団連会長）
- 早山洪二郎（昭和石油社長）
- 関川秀雄（映画監督）
- 関口武士（中央信託銀行社長）
- 田川博一（『文藝春秋』編集長）
- 綱淵謙錠（小説家）
- 利根川裕（作家、『トゥナイト』司会者）
- 百目鬼恭三郎（文芸評論家）
- 高鳥修（総務庁長官、経済企画庁長官）
- 高橋清一郎（衆議院議員(自由民主党)）
- 竹田和彦（日本化薬社長）
- 多田雄幸（ヨットマン、世界一周単独ヨットレース優勝者）
- 田中正巳（厚生大臣）
- 田部長右衛門（島根県知事）
- 中村清（会計検査院長）
- 中山公男（美術評論家）
- 中山恒明（外科医）
- 野坂昭如（小説家）
- 蓮池公咲（秋田県知事(官選･公選)、農林省出身　東北大法）
- 羽田武嗣郎（衆議院議員(自由民主党)）
- 丸谷才一（小説家）
- 三鬼彰（新日本製鐵会長）
- 矢沢大二（地理学者）
- 島桂次（第15代NHK会長）

## 教授ら
- 安藤祐専　日本史　大正8年～昭和16年　府立三中から校長八田とともに同行した
- 真保一輔　植物　大正8年～昭和24年　カビの研究で知られる
- 小林文平　化学　大正10年～昭和19年
- 坂部重寿　化学　大正11年～昭和25年　鶴丘の号をもつ書家としても知られる
- 坪田弘　物理　昭和2年～21年
- 河野伊三郎　数学　昭和4年～25年
- 広政幸助　英語　大正9年～昭和25年
- 小堀憲　数学　昭和5年以降の数年間[2]
- 鈴木光録　法制経済　昭和2年～18年　本校卒業生　「コーロク」
- 竹内公基　英語　昭和17年～24年　本校卒業生
- 巣山菊二　児童心理学　大正10年～昭和25年
- 羽鳥芳雄　国語　大正13年～昭和25年
- 植村清二
- 潮田富貴蔵　東洋史　昭和2年～16年
- 野田健一　ドイツ語　昭和17年～25年
- 妹尾泰然　ドイツ語　昭和12年～18年、21年～23年
- 落合欽吾　英語　昭和4年～19年、22年～25年
- 黒田亮　心理学　大正9年～15年

## 関連書籍
- 新潟大学二十五年史編集委員会（編） 『新潟大学二十五年史：総編』 新潟大学二十五年史刊行委員会、1974年
- 秦郁彦 『旧制高校物語』 文春新書、2003年　ISBN 4166603558
- 『日本近現代史辞典』 東洋経済新報社、1978年

尾崎ムゲン作成「文部省管轄高等教育機関一覧」参照